# Lucy in the Sky with Diamonds
〈Lucy in the Sky with Diamonds〉는 영국의 록 밴드 비틀즈의 노래로, 1967년 음반 《Sgt. Pepper's Lonely Hearts Club Band》의 수록곡이다. 그 곡은 주로 존 레논에 의해 쓰여졌고 레논-매카트니 작사, 작곡 파트너쉽으로 인정받았다. 레논의 아들인 줄리언은 그가 "루시 – 다이아몬드로 하늘에서"라고 부르는 유치원의 그림을 통해 이 노래를 영감을 주었다고 전해진다. 이 곡이 발매된 직후, 각각의 제목 명사의 첫 글자가 의도적으로 "LSD"를 썼다는 추측이 나왔다. 레논은 폴 매카트니가 확인한 주장인 루이스 캐럴의 《이상한 나라의 앨리스》에 의해 그 환상적인 이미지가 영감을 받았다고 주장하면서 마약 노래로 의도했다는 것을 거듭 부인했다.
비틀즈는 1967년 3월에 〈Lucy in the Sky with Diamonds〉를 녹음했다. 곡의 진귀한 자질을 더하여, 음악 편곡에는 스튜디오 효과로 중하게 처리된 로레이 오르간 부분과 인도 탐부라가 제공하는 드론이 있다. 그 노래는 사이키델릭 장르의 핵심 작품으로 인정받고 있다. 많은 커버 버전들 중에서, 1974년 레논의 게스트 참여와 함께 엘튼 존의 녹음이 미국과 캐나다에서 1위를 차지했다.

## 참여 인원
- 존 레논 - 더블 트래킹 리드 보컬, 마라카스, 기타[8]
- 폴 매카트니 - 하모니 보컬, 로레이 오르간, 베이스
- 조지 해리슨 - 어쿠스틱 기타, 탄푸라, 리드 기타
- 링고 스타 - 드럼
- 조지 마틴 - 피아노[9]

## 인증
| 국가                               | 인증 | 판매량/출하량 |
| ---------------------------------- | ---- | ------------- |
| 영국 (BPI)                         | 실버 | 200,000       |
| 판매량+스트리밍을 기반으로 한 인증 |      |               |